# Quido Lanzaat
Quido Lanzaat (Amsterdam, 30 settembre 1979) è un ex calciatore olandese, di ruolo difensore.

## Carriera
Ha giocato nella massima serie dei campionati olandese, tedesco e bulgaro, e nella seconda divisione tedesca.

## Palmarès

### Club

#### Competizioni nazionali
- Campionato bulgaro: 1

CSKA Sofia: 2007-2008